# 斯科特·迪金斯
斯科特·迪金斯（英語：Scott Dickens；1984年8月4日—）是一位加拿大游泳運動員。他擅長蛙泳項目。在2005年世界大學生運動會上，他獲得50米蛙泳項目的銀牌。他也參加過泛太平洋運動會的比賽。